# Абер (коммуна)
Абе́р (фр. Abère) — коммуна во Франции, находится в регионе Аквитания. Департамент — Атлантические Пиренеи. Входит в состав кантона Пе-де-Морлаас и дю Монтанерес. Округ коммуны — По.
Код INSEE коммуны — 64002.

## География

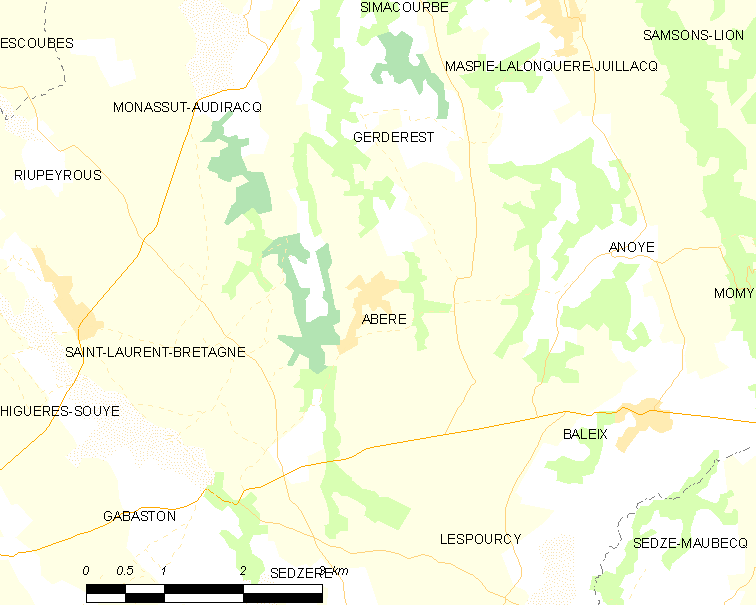
Карта коммуны

Коммуна расположена приблизительно в 640 км к югу от Парижа, в 165 км южнее Бордо, в 19 км к северо-востоку от По.

### Климат
Климат тёплый океанический. Зима мягкая, средняя температура января — от +5°С до +13°С, температуры ниже −10 °C бывают редко. Снег выпадает около 15 дней в году с ноября по апрель. Максимальная температура летом порядка 20-30 °C, выше 35 °C бывает очень редко. Количество осадков высокое, порядка 1100 мм в год. Характерна безветренная погода, сильные ветры очень редки.

## Население
Население коммуны на 2010 год составляло 147 человек.
| 1962 | 1968 | 1975 | 1982 | 1990 | 1999 | 2010 |
| ---- | ---- | ---- | ---- | ---- | ---- | ---- |
| 150  | 140  | 133  | 132  | 123  | 133  | 147  |

## Администрация
| Период | Период | Фамилия         | Партия       | Примечания |
| ------ | ------ | --------------- | ------------ | ---------- |
| 1995   | 2008   | Жан-Пьер Лорте  |              |            |
| 2008   | 2014   | Клод Конт-Уртик |              |            |
| 2014   | 2020   | Мирьям Кюйе     | беспартийная | фермер     |

## Экономика
В 2010 году среди 87 человек трудоспособного возраста (15-64 лет) 69 были экономически активными, 18 — неактивными (показатель активности — 79,3 %, в 1999 году было 70,2 %). Из 69 активных жителей работали 64 человека (35 мужчин и 29 женщин), безработных было 5 (2 мужчин и 3 женщины). Среди 18 неактивных 3 человека были учениками или студентами, 5 — пенсионерами, 10 были неактивными по другим причинам.

## Достопримечательности
- Церковь Св. Иоанна Крестителя (XI век)[4]
- Замок Борденав-д’Абер (XVIII век)[5]

## Фотогалерея

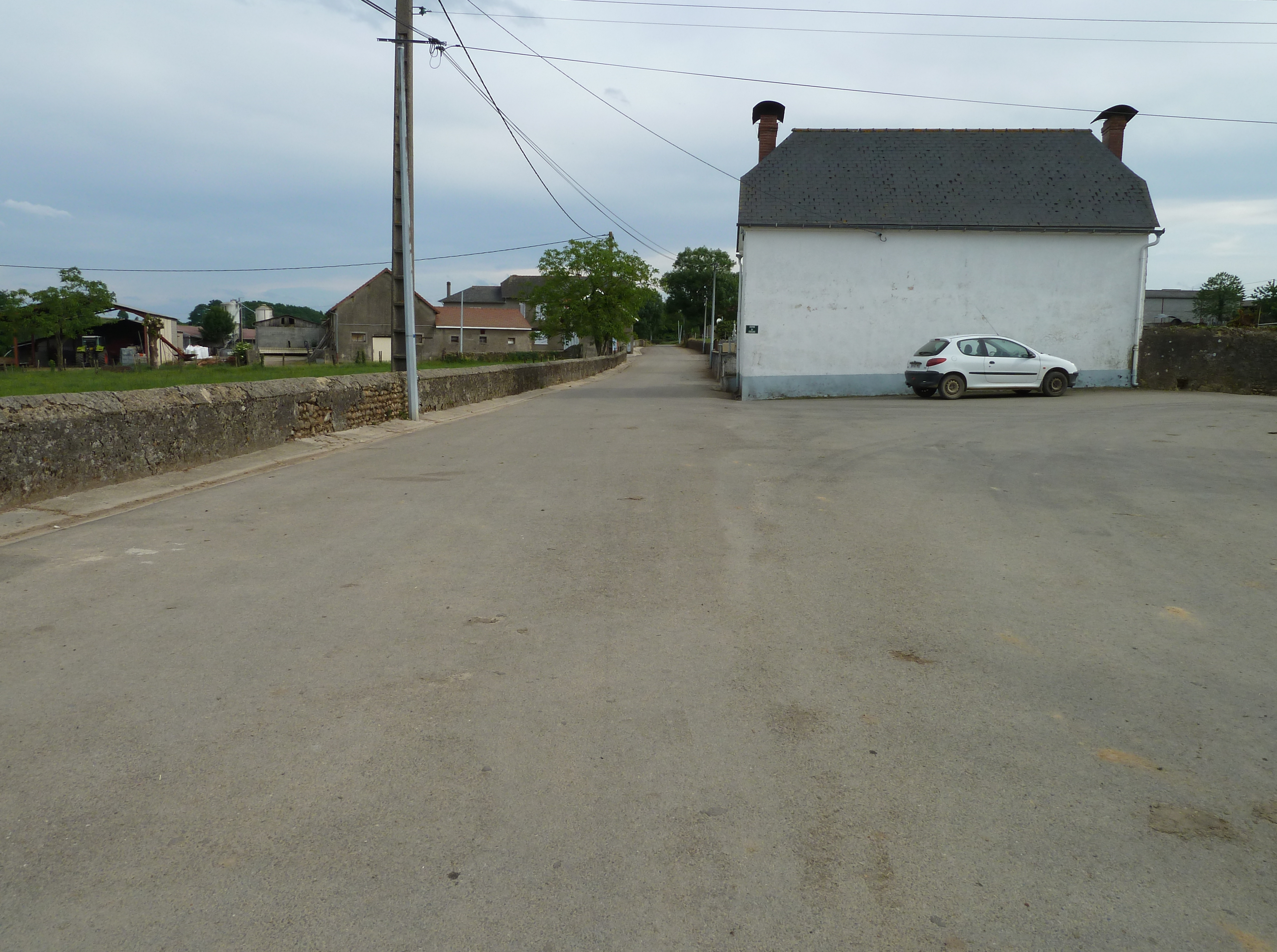
Абер
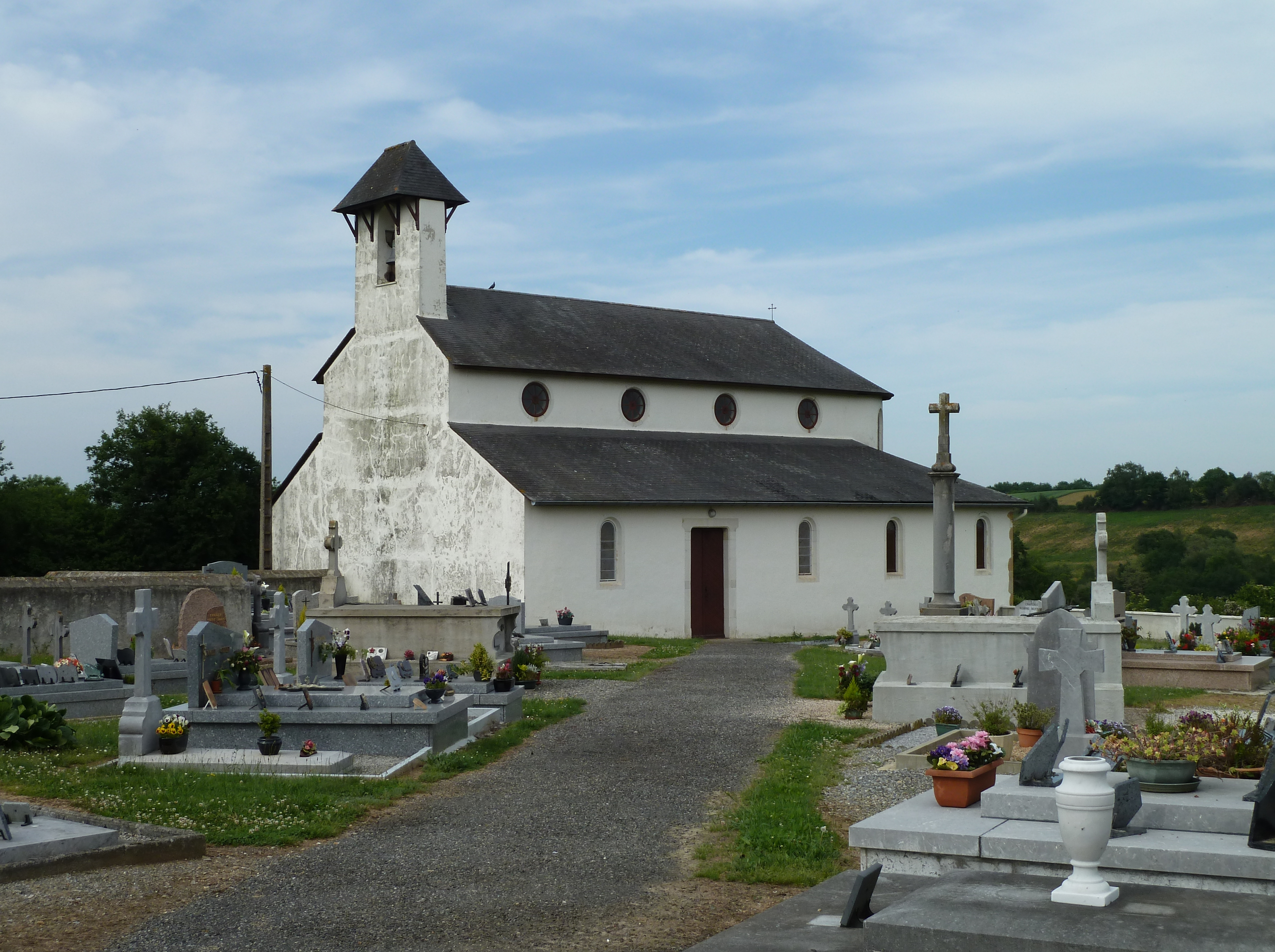
Церковь Св. Иоанна Крестителя
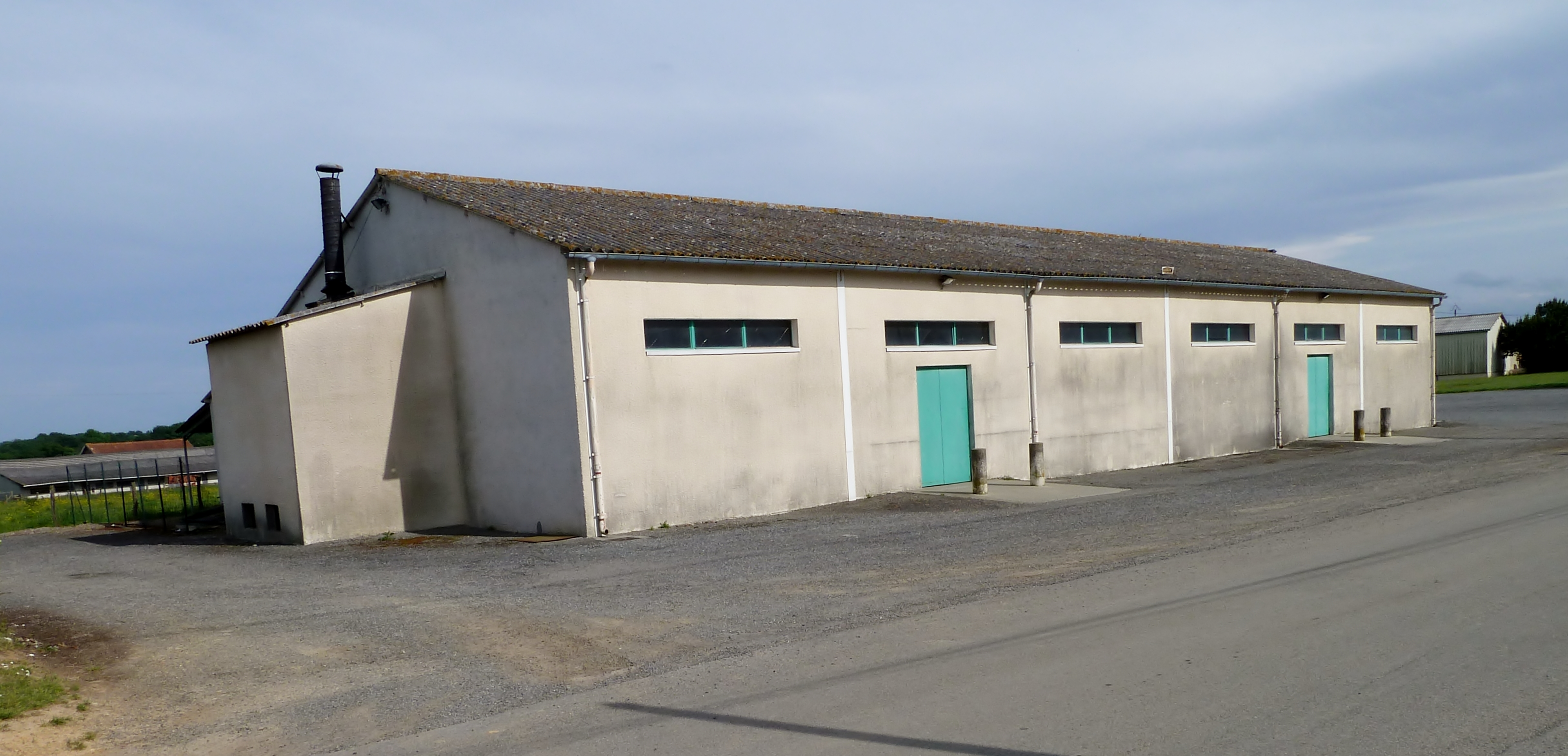
Зал
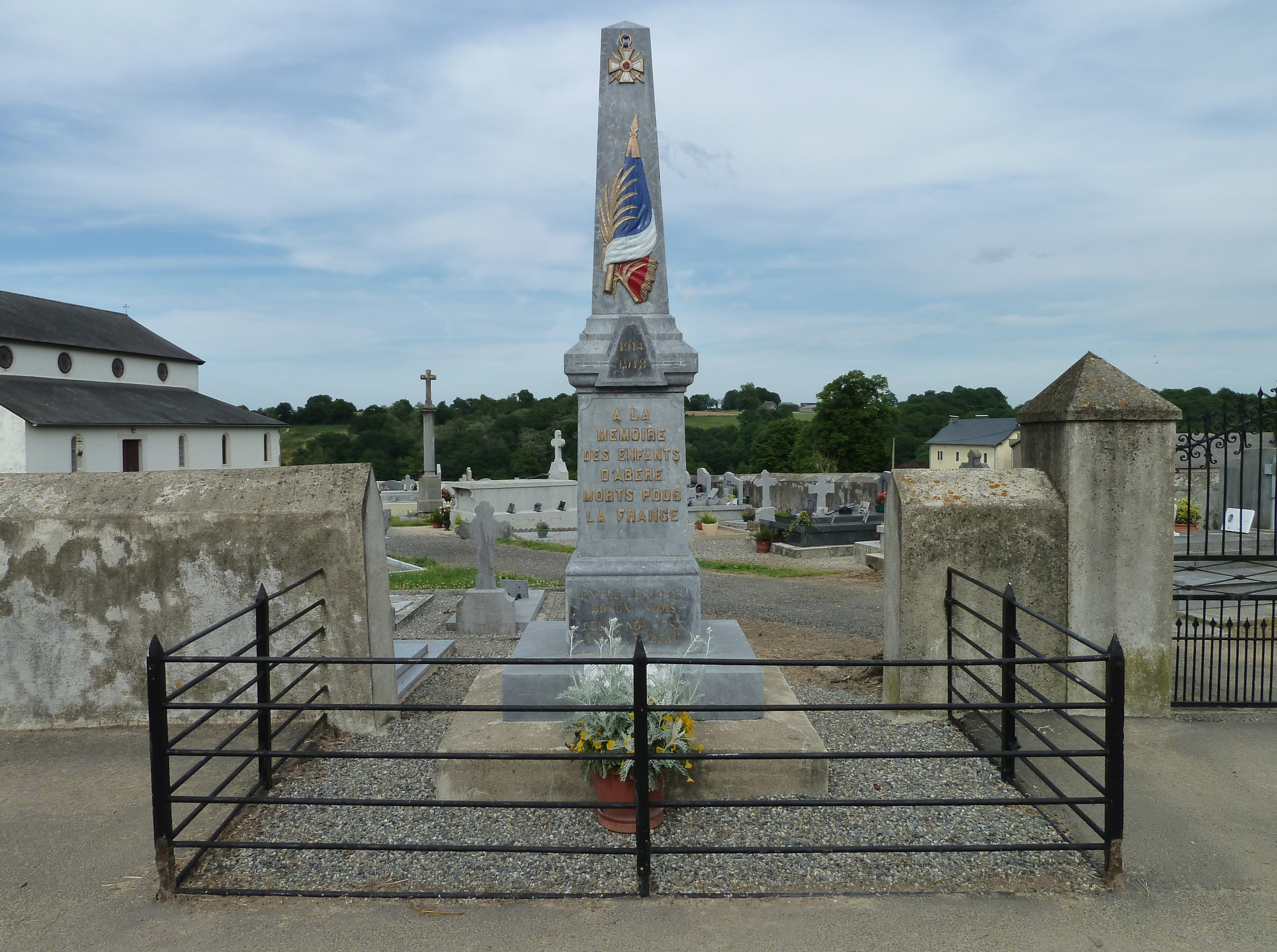
Военный мемориал